# 高妻由美
高妻 由美（こうづま ゆみ、1971年10月5日 - ）は、東京都北区出身の元テレビ岩手のアナウンサー。本名は髙妻由美。テレビ東京（総合職）、テレビ岩手を経てフリーに。フジテレビ『2時のホント』の大正製薬の生CM等を担当した。

## 経歴
- 早稲田大学第一文学部卒業。
- 1994年、テレビ東京入社。
- 1996年、テレビ岩手入社。
- 1998年5月、退社。

## その他
- TBSはなまるマーケットライオン生CMの佐藤遙子は母親。
- 早稲田大学一年生の時、準ミス早稲田に選ばれている。